# コイウタ
コイウタは日本の競走馬。2007年のヴィクトリアマイル（JpnI）の優勝馬で、同年のJRA賞最優秀4歳以上牝馬。
歌手の前川清（名義は有限会社前川企画）の所有馬で、名前の由来は母馬の名前と前川が所属していた内山田洋とクール・ファイブのヒット曲『恋唄』に由来する。

## 戦歴

### 2005年
2005年6月26日に福島の第4レース新馬戦でデビュー。ここは7着に敗れるも次走の未勝利戦で初勝利を挙げる。2ヶ月後にカンナステークスに優勝し、2連勝で重賞の京王杯2歳ステークスに臨むが、ハナ差の3着に惜敗。続いて阪神ジュベナイルフィリーズでは3番人気に推されるも、6着に敗れた。

### 2006年
2006年は菜の花賞から始動し優勝。次走のクイーンカップも連勝して重賞を初制覇し、この勢いで桜花賞に臨んだが、3着に惜敗。続いて優駿牝馬（オークス）に出走するも、発走後、3コーナーで右肩ハ行を発症し競走を中止した。この後、夏を休養に充て、復帰戦は秋華賞となったが、前哨戦を走らないままのGI出走に休養明けによる16kgの馬体増も重なり17着と大敗する。この後も精彩を欠き、勝ち星に恵まれないまま2006年を終えた。

### 2007年
2007年も緒戦の二走を大敗したが、続くダービー卿チャレンジトロフィーでは9番人気の低評価ながら2着になる。そして5月13日、ヴィクトリアマイルで12番人気の低評価ながら上位人気馬を抑え、約1年3ヶ月ぶりの勝利をJpnI勝利で飾った。長期休養が響いたカワカミプリンセスや、スイープトウショウなど能力的にも抜けていた2頭が力を出し切れなかったことと、最後の直線で他馬が状態の悪いコース内側を避け外寄りに広がるなか、あえてコースの内を通り、荒れている部分と荒れていない部分の境目を上手く選んで追い込むという松岡の好騎乗が光った。鞍上の松岡と調教師の奥平、そして馬主の前川はこの勝利がJpnI（GI）初制覇となり、配当は3連単で228万3960円となり、その他の払戻金でも万馬券が出る等、前週のNHKマイルカップに続き波乱となった。

#### 「コイウタ事件」
その後、アメリカ遠征を行い、内田博幸を鞍上にキャッシュコールマイルに出走した。この競走にはほかにも日本からキストゥヘヴンとディアデラノビアも出走した。コイウタは、前走のヴィクトリアマイルで桜花賞馬キストゥヘヴンやディアデラノビアに勝っているにもかかわらず、この競走ではキストゥヘヴンよりも軽い斤量で出走できるはずだった。
7月のキャッシュコールマイル（G2）は別定重量戦で、競走馬の過去の実績によって負担重量が決まる。基本的な斤量は123ポンド（約55.8キログラム）で、ここから、G1勝ち経験がないものは2ポンド、G2勝ちがないものは4ポンド、G3勝ちがないものは6ポンド減量となる。
トラブルの原因になったのは、コイウタが前走で勝ったヴィクトリアマイル（JpnI）である。ヴィクトリアマイルは2006年に創設されたばかりの競走で、創設年の2006年はJRAの自称グレードでGIと称したのだが、これが国際セリ名簿基準委員会（ICSC）に否定されたため、2007年から国内自称グレードであるJpnIに変更になった。基本的に新設の競走の場合は、過去3年間の実績を基にICSCがグレードを認定し、それによってG1を名乗れるようになる。2007年の時点ではまだ過去に1回しか行われていないため、国際的な基準ではリステッドレース扱いである。
これに基づいて、コイウタの「ヴィクトリアマイル優勝」はG1競走勝ちにカウントされず、クイーンカップ（GIII)優勝馬なので「G2勝ちがないもの」となり、4ポンド減量の119ポンド（約53.9キログラム）で出走となる予定だった。
ところが、競走当日の朝になって、アメリカの複数の調教師から主催者側へヴィクトリアマイルの格付けについてクレームが入った。前年2006年のキャッシュコールマイルにも、2006年のヴィクトリアマイル優勝馬のダンスインザムードが出走しているが、この時はまだISCSの勧告前であり、ヴィクトリアマイルはGI競走として扱われていた。前年がGI扱いだったのであるから、今年も同様にするべきだとの主張を認め、主催者はキャッシュコールマイル当日の朝に、コイウタの負担重量を119ポンドから123ポンドへ訂正した。
結果的には3頭の日本馬の中ではキストゥヘヴンが最先着の4着、ディアデラノビアは5着で、コイウタは最下位の9着に敗れた。
この件については、後日、JRAはハリウッドパーク競馬場へ書面で抗議を行った。翌年にヴィクトリアマイルを勝ったエイジアンウインズがキャッシュコールマイルに遠征する際には、JRA側とハリウッドパーク競馬場側で事前に格付けについての確認が行われた。（結果的には遠征しなかった。）

#### 帰国後
コイウタは帰国後放牧に出された。
休養後はスプリンターズステークス、富士ステークス、マイルチャンピオンシップに出走したが、いずれも見せ場を作れず大敗しこの年のシーズンを終えた。
この年、古牝馬でGIまたはJpnI競走を制していたのはコイウタのみ（同年のエリザベス女王杯は3歳馬のダイワスカーレットが優勝）であり、またコイウタも年間通しては1勝のみという成績だったことから、JRA賞の4歳以上牝馬部門の投票は、全部門中で最も票が割れた。しかし結局、唯一の勝利であるヴィクトリアマイル優勝を評価され、コイウタが2007年のJRA賞最優秀4歳以上牝馬に選出された。

### 2008年
2008年は2月2日の東京新聞杯から始動し、ヴィクトリアマイル以来の松岡の騎乗となったが、10着に敗れた。
そして5日後の2月7日、JRAより2月8日を以て競走馬登録の抹消が発表された。今後は繁殖牝馬として生まれ故郷の社台ファーム（北海道千歳市）で繋養されることとなる。

## 競走成績
以下の内容はnetkeiba.comおよびRacing Postの情報に基づく。
| 競走日 | 競走日 | 競馬場 | 競走名                 | 格   | 頭 数 | 枠 番 | 馬 番 | オッズ （人気） | 着順 | 騎手       | 斤量 [kg] | 距離（馬場）      | タイム （上がり3F） | タイム （上がり3F） | タイム 差 | 1着馬（2着馬）       | 馬体重 [kg] |
| ------ | ------ | ------ | ---------------------- | ---- | ----- | ----- | ----- | --------------- | ---- | ---------- | --------- | ----------------- | ------------------- | ------------------- | --------- | -------------------- | ----------- |
| 2005.  | 06.26  | 福島   | 2歳新馬                |      | 14    | 8     | 7     | 5.2（3人）      | 07着 | 後藤浩輝   | 54        | 芝1200m（良）     | 1:12.2              | （37.3）            | -2.3      | スターライトルビー   | 474         |
|        | 07.09  | 福島   | 2歳未勝利              |      | 12    | 3     | 3     | 14.4（5人）     | 01着 | 後藤浩輝   | 54        | 芝1200m（良）     | 1:10.6              | （36.0）            | -0.2      | （マイネジャーダ）   | 466         |
|        | 09.17  | 中山   | カンナS                | OP   | 9     | 6     | 6     | 3.8（3人）      | 01着 | 横山典弘   | 54        | 芝1200m（良）     | 1:08.9              | （35.0）            | -0.3      | （マイネルファーマ） | 466         |
|        | 11.12  | 東京   | 京王杯2歳S             | GII  | 10    | 7     | 8     | 7.9（5人）      | 03着 | 横山典弘   | 54        | 芝1400m（良）     | 1:23.3              | （34.1）            | -0.0      | デンシャミチ         | 462         |
|        | 12.04  | 阪神   | 阪神JF                 | GI   | 18    | 1     | 1     | 9.0（3人）      | 06着 | 横山典弘   | 54        | 芝1600m（良）     | 1:37.9              | （34.7）            | -0.6      | テイエムプリキュア   | 460         |
| 2006.  | 01.22  | 中山   | 菜の花賞               | OP   | 15    | 5     | 8     | 6.6（5人）      | 01着 | 藤田伸二   | 55        | 芝1600m（稍）     | 1:35.3              | （35.5）            | -0.2      | （ルビーレジェンド） | 460         |
|        | 02.18  | 東京   | クイーンC              | GIII | 16    | 6     | 11    | 3.2（1人）      | 01着 | C.ルメール | 55        | 芝1600m（良）     | 1:35.6              | （34.4）            | -0.1      | （アサヒライジング） | 460         |
|        | 04.09  | 阪神   | 桜花賞                 | GI   | 18    | 6     | 12    | 11.6（5人）     | 03着 | 横山典弘   | 55        | 芝1600m（良）     | 1:34.7              | （35.5）            | -0.1      | キストゥヘヴン       | 458         |
|        | 05.21  | 東京   | 優駿牝馬               | GI   | 18    | 3     | 6     | 11.3（4人）     | -    | 横山典弘   | 55        | 芝2400m（良）     | 競走中止            | 競走中止            | -         | カワカミプリンセス   | 454         |
|        | 10.15  | 京都   | 秋華賞                 | GI   | 18    | 8     | 18    | 76.9（12人）    | 17着 | 吉田隼人   | 55        | 芝2000m（良）     | 2:00.7              | （38.0）            | -2.5      | カワカミプリンセス   | 470         |
|        | 11.12  | 東京   | オーロC                | OP   | 18    | 2     | 4     | 8.6（4人）      | 02着 | 内田博幸   | 53        | 芝1400m（良）     | 1:22.1              | （34.5）            | -0.2      | ダイワバンディット   | 466         |
|        | 12.06  | 船橋   | クイーン賞             | GIII | 14    | 4     | 5     | 5.8（5人）      | 13着 | 横山典弘   | 55        | ダ1800m（稍）     | 1:55.5              | （41.0）            | -3.3      | レマーズガール       | 474         |
| 2007.  | 01.28  | 京都   | 京都牝馬S              | GIII | 16    | 3     | 5     | 7.3（2人）      | 09着 | C.ルメール | 55        | 芝1600m（良）     | 1:33.9              | （35.1）            | -0.9      | ディアデラノビア     | 468         |
|        | 03.18  | 中山   | 東風S                  | OP   | 16    | 6     | 11    | 13.4（5人）     | 13着 | 松岡正海   | 55        | 芝1600m（良）     | 1:34.2              | （36.8）            | -0.6      | キングストレイル     | 472         |
|        | 04.01  | 中山   | ダービー卿CT           | GIII | 15    | 2     | 3     | 28.3（9人）     | 02着 | 松岡正海   | 55        | 芝1600m（良）     | 1:33.4              | （34.7）            | -0.3      | ピカレスクコート     | 462         |
|        | 05.13  | 東京   | ヴィクトリアマイル     | JpnI | 18    | 2     | 4     | 60.3（12人）    | 01着 | 松岡正海   | 55        | 芝1600m（良）     | 1:32.5              | （33.4）            | -0.1      | （アサヒライジング） | 468         |
|        | 07.06  | 米国   | キャッシュコールマイル | G2   | 9     | 4     | 4     | -（3人）        | 09着 | 内田博幸   | 55.8      | 芝1マイル（Firm） | -                   | （-）               | -         | Lady of Venice       | -           |
|        | 09.30  | 中山   | スプリンターズS        | GI   | 16    | 5     | 10    | 21.2（8人）     | 11着 | 吉田隼人   | 55        | 芝1200m（不）     | 1:10.1              | （36.5）            | -0.7      | アストンマーチャン   | 474         |
|        | 10.20  | 東京   | 富士S                  | GIII | 18    | 7     | 13    | 12.1（6人）     | 08着 | 吉田隼人   | 56        | 芝1600m（良）     | 1:33.6              | （34.4）            | -0.3      | マイネルシーガル     | 474         |
|        | 11.18  | 京都   | マイルCS               | GI   | 18    | 1     | 1     | 60.6（13人）    | 14着 | 吉田隼人   | 55        | 芝1600m（良）     | 1:33.8              | （35.1）            | -1.1      | ダイワメジャー       | 474         |
| 2008.  | 02.02  | 東京   | 東京新聞杯             | GIII | 16    | 1     | 2     | 22.1（9人）     | 10着 | 松岡正海   | 54        | 芝1600m（良）     | 1:33.3              | （34.6）            | -0.5      | ローレルゲレイロ     | 474         |

1. ↑  123ポンドを1ポンド≒0.4536kgで換算。
2. ↑  1マイルは約1609メートル。馬場のFirmは「堅」「堅良」「良」などと訳す。

## 繁殖成績

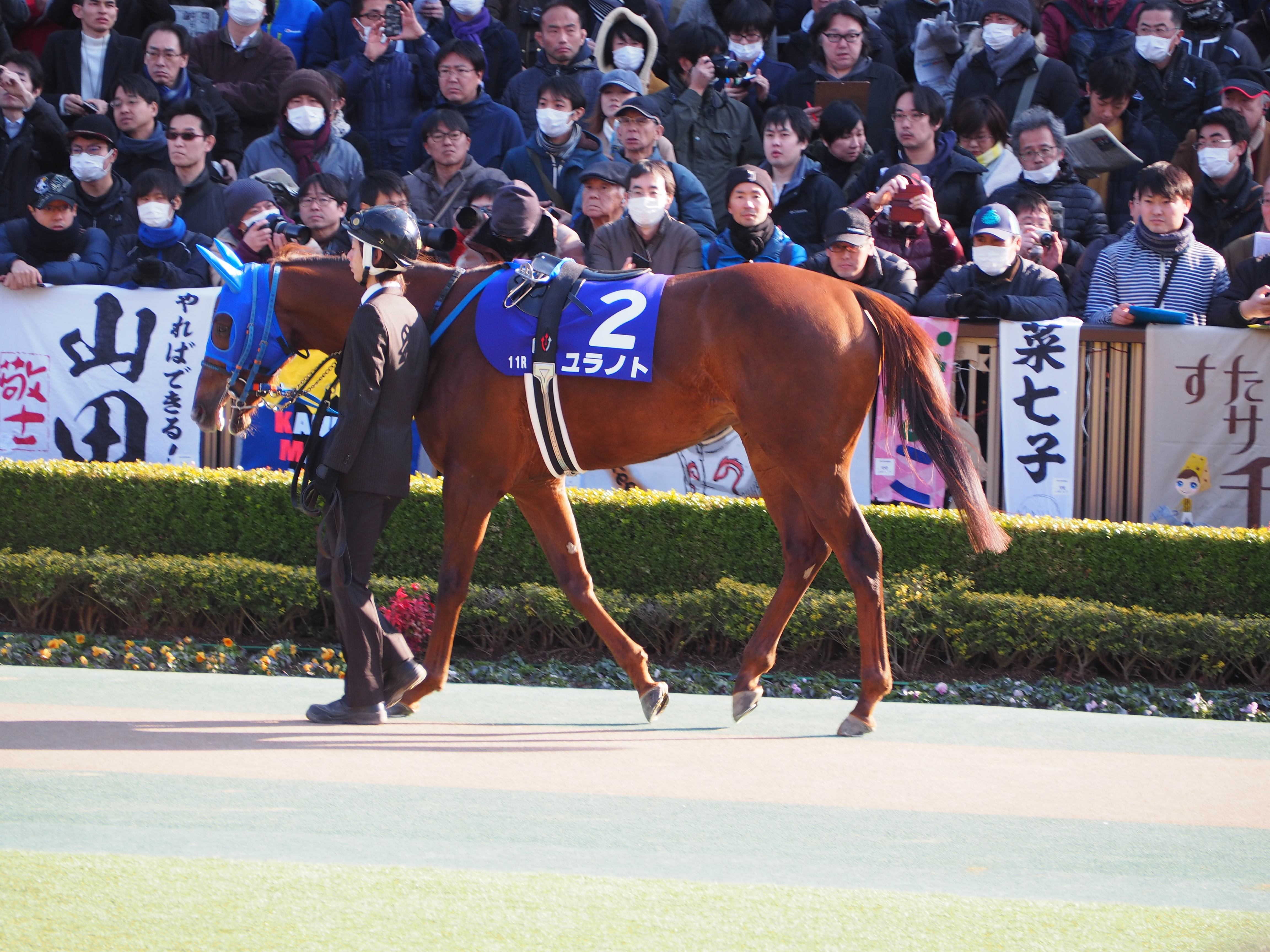
5番仔ユラノト
（2019年フェブラリーS）

産駒には重賞レースの勝ち馬こそないが、オープン特別の勝ち馬が2頭いる。
|       | 馬名               | 生年   | 性 | 毛色   | 父                 | 馬主                                       | 厩舎                                                           | 戦績                                                              |
| ----- | ------------------ | ------ | -- | ------ | ------------------ | ------------------------------------------ | -------------------------------------------------------------- | ----------------------------------------------------------------- |
| 初仔  | アルティメイトラブ | 2009年 | 牝 | 黒鹿毛 | シンボリクリスエス | （有）社台レースホース                     | 美浦・奥平雅士                                                 | 31戦3勝（引退、繁殖）                                             |
| 2番仔 | クルトメッシュ     | 2010年 | 牡 | 黒鹿毛 | ホワイトマズル     | （株）G1レーシング →岡村勝喜               | 美浦・奥平雅士 →笠松・加藤幸保 →美浦・奥平雅士 →高知・川野勇馬 | 34戦6勝（引退）                                                   |
| 3番仔 | ミッキーラブソング | 2011年 | 牡 | 黒鹿毛 | キングカメハメハ   | 野田みづき                                 | 栗東・橋口弘次郎 →栗東・橋口慎介                               | 35戦7勝（引退、乗馬） ・安土城ステークス ・タンザナイトステークス |
| 4番仔 | ハーモニックソウル | 2012年 | 牝 | 鹿毛   | ハービンジャー     | （有）社台レースホース                     | 美浦・大和田成                                                 | 3戦0勝（引退、繁殖）                                              |
|       | （不受胎）         | 2013年 |    |        | キングカメハメハ   | （有）社台レースホース                     |                                                                |                                                                   |
| 5番仔 | ユラノト           | 2014年 | 牡 | 栗毛   | キングカメハメハ   | （有）社台レースホース                     | 栗東・松田国英                                                 | 16戦6勝（引退、乗馬） ・マリーンステークス ・根岸ステークス 2着   |
| 6番仔 | シーシャンティ     | 2015年 | 牡 | 鹿毛   | ロードカナロア     | 谷掛龍夫                                   | 栗東・今野貞一 →園田・新子雅司 →栗東・今野貞一                 | 13戦3勝（引退）                                                   |
|       | （生後直死）       | 2016年 |    |        | エイシンフラッシュ |                                            |                                                                |                                                                   |
|       | （不受胎）         | 2017年 |    |        | ロードカナロア     |                                            |                                                                |                                                                   |
| 7番仔 | リナルド           | 2018年 | 牡 | 鹿毛   | ロードカナロア     | （有）社台レースホース →松田幸生 →中本行則 | 美浦・田村康仁 →園田・保利良平 →園田・有馬澄男                 | 35戦6勝（引退）                                                   |
| 8番仔 | レリジールダモーレ | 2019年 | 牝 | 鹿毛   | キングカメハメハ   | （有）社台レースホース                     | 栗東・高橋義忠                                                 | 20戦4勝（引退）                                                   |
|       | （不受胎）         | 2020年 |    |        | ゴールドシップ     |                                            |                                                                |                                                                   |
| 9番仔 | ドリームシェイプ   | 2021年 | 牡 | 黒鹿毛 | エイシンフラッシュ | 吉田千津                                   | 栗東・村山明                                                   | 1戦0勝（引退）                                                    |

## 血統表
| コイウタの血統                  | コイウタの血統                                       | コイウタの血統       | （血統表の出典）     | （血統表の出典） |
| 父系                            | サンデーサイレンス系                                 | サンデーサイレンス系 | サンデーサイレンス系 | [ § 2 ]          |
| 父 フジキセキ 1992 青鹿毛       | 父の父*サンデーサイレンス Sunday Silence 1986 青鹿毛 | Halo                 | Hail to Reason       | Hail to Reason   |
| 父 フジキセキ 1992 青鹿毛       | 父の父*サンデーサイレンス Sunday Silence 1986 青鹿毛 | Halo                 | Cosmah               |                  |
| 父 フジキセキ 1992 青鹿毛       | 父の父*サンデーサイレンス Sunday Silence 1986 青鹿毛 | Wishing Well         | Understanding        | Understanding    |
| 父 フジキセキ 1992 青鹿毛       | 父の父*サンデーサイレンス Sunday Silence 1986 青鹿毛 | Wishing Well         | Mountain Flower      |                  |
| 父 フジキセキ 1992 青鹿毛       | 父の母*ミルレーサー Millracer 1983 鹿毛              | Le Fabuleux          | Wild Risk            | Wild Risk        |
| 父 フジキセキ 1992 青鹿毛       | 父の母*ミルレーサー Millracer 1983 鹿毛              | Le Fabuleux          | Anguar               |                  |
| 父 フジキセキ 1992 青鹿毛       | 父の母*ミルレーサー Millracer 1983 鹿毛              | Marston's Mill       | In Reality           | In Reality       |
| 父 フジキセキ 1992 青鹿毛       | 父の母*ミルレーサー Millracer 1983 鹿毛              | Marston's Mill       | Millicent            |                  |
| 母 ヴァイオレットラブ 1997 栗毛 | 母の父*ドクターデヴィアス Dr Devious 1989 栗毛       | Ahonoora             | Lorenzaccio          | Lorenzaccio      |
| 母 ヴァイオレットラブ 1997 栗毛 | 母の父*ドクターデヴィアス Dr Devious 1989 栗毛       | Ahonoora             | Helen Nichols        |                  |
| 母 ヴァイオレットラブ 1997 栗毛 | 母の父*ドクターデヴィアス Dr Devious 1989 栗毛       | Rose of Jericho      | Alleged              | Alleged          |
| 母 ヴァイオレットラブ 1997 栗毛 | 母の父*ドクターデヴィアス Dr Devious 1989 栗毛       | Rose of Jericho      | Rose Red             |                  |
| 母 ヴァイオレットラブ 1997 栗毛 | 母の母*ヴァインゴールド Vain Gold 1979 鹿毛          | Mr. Prospector       | Raise a Native       | Raise a Native   |
| 母 ヴァイオレットラブ 1997 栗毛 | 母の母*ヴァインゴールド Vain Gold 1979 鹿毛          | Mr. Prospector       | Gold Digger          |                  |
| 母 ヴァイオレットラブ 1997 栗毛 | 母の母*ヴァインゴールド Vain Gold 1979 鹿毛          | Chancy Dance         | Bold Reason          | Bold Reason      |
| 母 ヴァイオレットラブ 1997 栗毛 | 母の母*ヴァインゴールド Vain Gold 1979 鹿毛          | Chancy Dance         | Hasty Hitter         |                  |
| 母系(F-No.)                     | (FN:4-r)                                             | (FN:4-r)             | (FN:4-r)             | [ § 3 ]          |
| 5代内の近親交配                 | Hail to Reason4×5                                    | Hail to Reason4×5    | Hail to Reason4×5    | [ § 4 ]          |
| 出典                            | 1. 2. 3. 4.                                          | 1. 2. 3. 4.          | 1. 2. 3. 4.          | 1. 2. 3. 4.      |

- 伯母に2001年スワンステークスなど重賞3勝のビハインドザマスク、その孫に2018年平安ステークス・名古屋大賞典勝ち馬のサンライズソア、2023年ローズステークス・2024年阪神牝馬ステークス勝ち馬のマスクトディーヴァ、2025年共同通信杯勝ち馬のマスカレードボールがいる。
- そのほかの近親には天皇賞（秋）2着のアグネスアーク。

## エピソード
- 競走馬名の由来となった『恋唄』は歌詞が暗く、前川は競走馬名にいい印象を持っていないと自ら語っている。
- ヴィクトリアマイル当日、馬主の前川清は馬主席で観戦すると所有馬が勝てないというジンクスがあったため「ゲンを担いで」北海道にある知人の牧場を訪問しており、競馬場には不在であった。共同馬主の吉田照哉には「仕事がある」と嘘をつくほどジンクスを気にしていた。この為、レースの表彰式には馬主代理として前川の娘が出席した。同馬が優勝したため前川は急遽帰京し、当日夜に行われた関係者による祝勝会場に姿を見せ「（嬉しさで）立ちくらみがした。こんな経験は初めてです」と喜びの大きさを語っている。
- 前川は当日のレースを牧場でテレビ中継で観戦していたところ、優勝の瞬間に興奮のあまり机を手で叩いて突き指してしまった。
- 父のフジキセキにとって初の芝JpnI（GI）優勝産駒である（ダートではカネヒキリやグレイスティアラがJpnI（GI）を制している）。